# Тайсон, Джейлон
Джейлон Тайсон (англ. Jaylon Tyson; род. 2 декабря 2002, Аллен, Техас) — американский профессиональный баскетболист, выступающий за клуб НБА «Кливленд Кавальерс». Играет на позиции лёгкого форварда и атакующего защитника.

## Профессиональная карьера

### Кливленд Кавальерс / Чардж (2024–настоящее время)
26 июня 2024 года Тайсон был выбран клубом «Кливленд Кавальерс» под 20-м номером на драфте НБА 2024 года. 3 июля он официально подписал контракт с «Кавальерс». В течение своего дебютного сезона он несколько раз привлекался в команду «Кливленд Чардж».

## Статистика

### Статистика в NCAA
| Сезон | Команда    | Conf   | Class | GP | GS | MPG  | FG%  | 3P%  | FT%  | RPG | APG | SPG | BPG | PPG  |
| --- | ---------- | ------ | ----- | -- | -- | ---- | ---- | ---- | ---- | --- | --- | --- | --- | ---- |
| 2021/22 | Техас      | Big 12 | FR    | 8  | 0  | 6,9  | 40,0 | 0,0  | 66,7 | 1,1 | 0,4 | 0,5 | 0,3 | 1,8  |
| 2022/23 | Техас Тек  | Big 12 | SO    | 31 | 31 | 28,9 | 48,3 | 40,2 | 72,3 | 6,1 | 1,3 | 1,4 | 0,4 | 10,7 |
| 2023/24 | Калифорния | Pac-12 | JR    | 31 | 30 | 34,3 | 46,5 | 36,0 | 79,6 | 6,8 | 3,5 | 1,2 | 0,5 | 19,6 |
| Всего | Всего      | Всего  | Всего | 70 | 61 | 28,7 | 47,0 | 37,2 | 77,6 | 5,8 | 2,2 | 1,2 | 0,4 | 13,6 |
| Наведите курсор мыши на аббревиатуры в заголовке таблицы, чтобы прочесть их расшифровку Статистика приведена с сайта sports-reference.com |            |        |       |    |    |      |      |      |      |     |     |     |     |      |